# Gyrothyra underwoodiana
Gyrothyra underwoodiana là một loài Rêu trong họ Gyrothyraceae. Loài này được M. Howe mô tả khoa học đầu tiên năm 1897.